# Perea (región)

Perea y su entorno en el.

Perea ("el país de más allá") era una parte del reino de Herodes el Grande situada al este del río Jordán (en la actual Jordania). El reino de Herodes el Grande fue dividido por Roma en cuatro partes, de allí el título de tetrarca (rey de cuatro reinos) usado por sus gobernantes: Idumea (región de origen de Herodes), Judea, Galilea y Perea. Después de su muerte en el año 4 a. C., Galilea constituyó con Perea una tetrarquía separada políticamente de Judea. Herodes Antipas gobernó como tetrarca de Galilea y Perea hasta el año 39 d. C.

## Historia
Perea es el nombre dado por los israelitas en la región al este del Jordán entre el lago Tiberíades y el mar Muerto. Las ciudades principales fueron Amathus y Betharamphtha. Los límites eran entre la ciudad de Pella en el norte, la de Filadelfia en el este, Moab al sur, y el Jordán al oeste.
Fue dominada por los cananeos hasta el siglo XIV a. C., cuando pasó a Amón. En el siglo XIII a. C. pasó al rey cananeo Sihón de Hesbón pero, en el siglo siguiente, los israelitas se apoderaron del territorio como una de sus grandes victorias en su camino a la Tierra Prometida (Nm. 21:24). Perteneció a Israel hasta la mitad del siglo IX a. C., cuando los amonitas la volvieron a ocupar.
Los macabeos la recuperaron hacia el 160 a. C.. El 63 a. C. pasó a Roma. El 4 a. C. un esclavo de Herodes el Grande, Simón, se apoderó de la región y reclamó el título real de su señor difunto, pero los romanos dominaron la revuelta. La región fue dada a Herodes Antipas, tetrarca de Galilea hasta el 39, y a continuación pasó a Herodes Agripa de Batanea, que reunió Batanea y Galilea hasta el 44. Después volvió a ser posesión directa romana.